# Ilex liebmannii
Ilex liebmannii là một loài thực vật có hoa trong họ Aquifoliaceae. Loài này được Standl. mô tả khoa học đầu tiên năm 1931.